# Cormeilles-en-Parisis
Cormeilles-en-Parisis är en kommun i departementet Val-d'Oise i regionen Île-de-France i norra Frankrike. Kommunen ligger i kantonen Cormeilles-en-Parisis som tillhör arrondissementet Argenteuil. År 2022 hade Cormeilles-en-Parisis 27 086 invånare.

## Befolkningsutveckling
Antalet invånare i kommunen Cormeilles-en-Parisis
| Referens: INSEE |